# 谈家桢
谈家桢（1909年9月15日—2008年11月1日），男，浙江宁波人，中国遗传学家，中国现代遗传学的主要奠基人之一，有“中国遗传学泰斗”之称。

## 生平
1930年毕业于苏州東吳大學，1932年毕业于北京燕京大學研究院，获硕士学位。
1934年夏，赴美国加州理工学院，师从著名遗传学家摩尔根及其助手杜布赞斯基，两年后获得博士学位，他婉拒导师挽留，回国任教于浙江大学，并将“基因”一词首次带入中文。
1952年全国院系调整来到复旦大学，历任生物系主任、遗传研究所主任、副校长、生命科学学院院长等职。“文革”期间遭受迫害。1979年起任第五届上海市政协副主席。1983年任复旦大学顾问。在复旦大学相继建立了中国第一个遗传学专业、第一个生命科学院和第一个遗传学研究所。
曾连任三届中国民主同盟中央名誉主席。1986年6月，中国科学技术协会第三次全国代表大会在北京召开，选举产生第三届全国委员会。6月28日，第三届全国委员会第一次会议召开，推举其为荣誉委员。
2021年6月5日，谈家桢生命科学教育馆在浙江省宁波市江北区慈城镇開館。

## 成就
从20世纪30年代初起进行亚洲异色瓢虫色斑的遗传变异研究和果蝇的细胞遗传基因图及种内种间遗传结构的演变研究，为现代综合进化理论的创立作出重大贡献。尤其是异色瓢虫等位基因嵌镶显性遗传和果蝇性隔离形成的多基因遗传基础的发现，引起国际遗传学界的巨大反响，对中华人民共和国遗传学工作起了推动作用。1960年代初在领导中苏合作的猕猴辐射遗传的研究以及70年代起致力于组织分子遗传学和植物遗传工程等研究，均取得了一些重要成果。

## 社会兼职
- 中国遗传学会副会长、会长、名誉会长
- 《中国遗传学报》主编
- 中国环境诱变剂学会理事
- 中国生物工程学会会长
- 第八届（1948年，瑞典）国际遗传学大会常务理事
- 第十五届（1983年，印度）国际遗传学大会副会长
- 第十六届（1988年，加拿大）国际遗传学大会副会长
- 第十七届（1993年，英国）国际遗传学大会副会长
- 第十八届（1998年，北京）国际遗传学大会会长
- 美国罗斯福夫人肿瘤研究所高级研究员
- 联合国工业发展组织国际遗传工程和生物技术中心科学顾问
- 国际遗传学报顾问编辑
- 国际生物学与哲学杂志顾问编辑
- 美国《科学家》顾问编辑

## 荣誉
- 1980年，当选中国科学院院士
- 1985年，当选第三世界科学院院士
- 1985年，当选美国国家科学院外籍院士
- 1987年，当选意大利国家科学院外籍院士
- 1999年，当选纽约科学院名誉终身院士
- 美国加州理工学院杰出校友奖
- 德国康斯登茨大学功勋奖
- 美国加州政府荣誉公民称号
- 1984年，加拿大约克大学荣誉科学博士
- 1985年，美国马里兰大学荣誉科学博士
- 1995年，求是科学基金会杰出科学家奖
- 1999年，国际编号为3542号小行星被命名为“谈家桢星”
- 日本遗传学会名誉会员
- 英国遗传学会名誉会员

## 著名学生
- 徐道觉，美国细胞生物学会第13任主席
- 刘祖洞，上海遗传学会前会长
- 卢大儒，复旦大学生命科学学院副院长